# Globo Rural
Globo Rural é um telejornal rural matutino brasileiro, produzido pela TV Globo e exibido nas manhãs de domingo. Retrata o universo do campo, apresentando notícias que interessam ao agricultor, como notícias do agronegócio, eventos sobre agropecuária, receitas e dicas de tratamento de espécies animais e vegetais. Estreou em 6 de janeiro de 1980 sob o comando de Carlos Nascimento. Atualmente é apresentado por um esquema de rodízio de duplas entre: Nélson Araújo, Helen Martins e Cristina Vieira.
O programa teve uma edição diária, que estreou no dia 9 de outubro de 2000, às 6h30, com apresentação de Rosana Jatobá. Em abril de 2003, a jornalista Priscila Brandão assumiu a apresentação diária, durante um período de licença da mesma, Kelly Varraschim assumiu a função em julho de 2007. Já de 2009 a 2014 o Globo Rural diário foi apresentado por Ana Paula Campos e, durante a licença-maternidade e as férias desta, por Cristina Vieira.

## História

### A primeira década
A concepção do programa começou em 1979, quando o jornal era chamado pelo apelido jocoso de "Mandioca News" nos bastidores da Globo. A estreia foi em 6 de janeiro de 1980 com a apresentação de Carlos Nascimento e Silvia Poppovic na seção de cartas em que os expectadores enviavam dúvidas sobre plantio e pecuária, trazendo profissionais da área para saná-las. Foi o primeiro telejornal sobre agronegócio e vida no campo no Brasil.
Durante sua fase inicial, nem sequer dispunha de estúdio próprio: as edições eram gravadas na madrugada de sexta-feira para sábado, quando vagava o espaço disponível na emissora de São Paulo.
Todo branco, sem o logotipo do programa, o primeiro cenário do Globo Rural era simples, composto de poucos elementos cenográficos: apenas uma pequena bancada e uma mesa, ambas feitas de plástico transparente imitando vidro. Pequenos detalhes da decoração – como dois cinzeiros em cima da mesa e paletós pendurados no encosto das cadeiras – evocavam o ambiente de uma redação de jornal.
Em 3 de agosto de 1980, a duração do programa foi estendida de 30 para 60 minutos. Atualmente tem duração de 45 minutos, desconsiderando os comerciais. A primeira matéria internacional foi sobre um cultivo de maçãs na Argentina.
Em 1982, o Globo Rural passou a ser apresentado por Wellington de Oliveira, Sérgio Roberto Ribeiro e Olga Vasone na seção de cartas.
No início de 1982, o programa também ganhou novo cenário, com uma bancada única feita de madeira e com plantas como parte da decoração. Em novembro de 1983, a edição número 200 do Globo Rural inaugurou um novo cenário criado pelo cenógrafo Jean Philippe Therene. Fotografias relacionadas com a vida agrícola, com plantações e trabalhadores rurais, decoravam as paredes do fundo. A bancada dos apresentadores e outras peças da cenografia foram construídas com madeiras de cedro, ipê e pinheiro.
Com o sucesso do programa, foi criada em 1985 a revista Globo Rural.

### A segunda década
Em 1990, a equipe e a redação do Globo Rural ganhou o reforço do jornalista Nélson Araújo que acumulou as funções de produtor, repórter, editor e apresentador. Em 1995, a repórter Helen Martins se juntou ao time, inicialmente na apresentação e editoria da seção de cartas e o repórter Vico Iasi, que trabalhava no CBN Campo – um programa de rádio sobre agronegócios fruto de uma parceria do Globo Rural e a rádio CBN Campinas – passou a fazer reportagens para o telejornal.

### A terceira década
A partir de 2000, o Globo Rural estreou cenário novo, aludindo aos quatro elementos da natureza: ar, terra, água e fogo. A parede do fundo foi decorada com painéis com fotos de plantações, fogueiras e rios. A antiga bancada de madeira deu lugar à outra, feita com aço e vidro. À esquerda dos apresentadores, um monitor de vídeo prateado é usado no quadro de meteorologia. O cenário é assinado pelo diretor da editoria de Arte da Central Globo de Jornalismo Alexandre Arrabal, o ilustrador-chefe Andrei Jiro e o arquiteto ilustrador Fábio Figueiredo.

### A quarta década
Em 25 de abril de 2010, a atração ganhou novos cenários que visavam atrair, cada vez mais, o telespectador ao programa. Cada cor do novo cenário simboliza os quatro elementos da natureza: o marrom e o verde simbolizam a terra; o azul do céu simboliza o ar; o amarelo e o avermelhado do horizonte simbolizam o fogo; e a água é representada pelo azul presente na bancada do telejornal.
Em 8 de outubro de 2014 foi anunciado o fim da edição diária do jornalístico, com base na reformulação da grade matinal da Rede Globo, visando a criação do telejornal Hora Um da Notícia e a expansão da duração dos telejornais matutinos locais e do Bom Dia Brasil. A última edição diária do programa foi ao ar no dia 28 de novembro de 2014.

### Programas especiais
Em seus programas centenários, o Globo Rural é dedicado a um único tema, usualmente sobre importantes plantas para a cultura brasileira.
| # Programa | Descrição | Data de exibição       | Vídeo |
| ---------- | --------- | ---------------------- | ----- |
| 1.800      | Batata    | 8 de fevereiro de 2015 | link  |
| 1.900      | Ipê       | 22 de janeiro de 2017  | link  |
| 2.000      | Babaçu    | 13 de janeiro de 2019  | link  |

## Audiência e repercussão
O programa é líder de audiência no Painel Nacional da Televisão (PNT) do Ibope, com 9 pontos de média e 43% de participação em abril de 2010; o programa é mais assistido por pessoas de faixa etária entre 25 e 49 anos (44%), por mulheres acima de 18 anos (46%), e a maioria de seu público nacional pertence à classe C (50%) contra 20% das classes D e E, e 30% das classes A e B.
Em sua edição diária o programa brigava décimo a décimo com o Jornal do SBT Manhã e o Notícias da Manhã. Geralmente era líder de audiência no PNT, com 5 pontos de média e 44% de participação em abril de 2010; o programa é mais assistido por pessoas de faixa etária entre 25 e 49 anos (45%), por mulheres acima de 18 anos (44%), e a maioria de seu público nacional pertence à classe C (50%) contra 24% das classes D e E, e 26% das classes A e B.

## Prêmios
Prêmio ExxonMobil de Jornalismo (Esso)
Esso de Informação Científica, Tecnológica e Ecológica
- 1999, concedido a Cláudio Cerri, pela obra "RASTROS INDOMÁVEIS"[14]